# 普盧默冰川
79°58′S 81°30′W / 79.967°S 81.500°W
普盧默冰川（英語：Plummer Glacier），是南極洲的冰川，位於埃爾斯沃思地，流經企業山，美國地質調查局根據測量和該國海軍的空中照片繪入地圖，現時由南極條約體系管理。